# 巴尔钦德尔奥约
巴尔钦德尔奥约，是西班牙卡斯蒂利亚-拉曼恰昆卡省的一个市镇。总面积65平方公里，总人口173人（2001年），人口密度3人/平方公里。